# Iglesia de San Esteban (Olius)

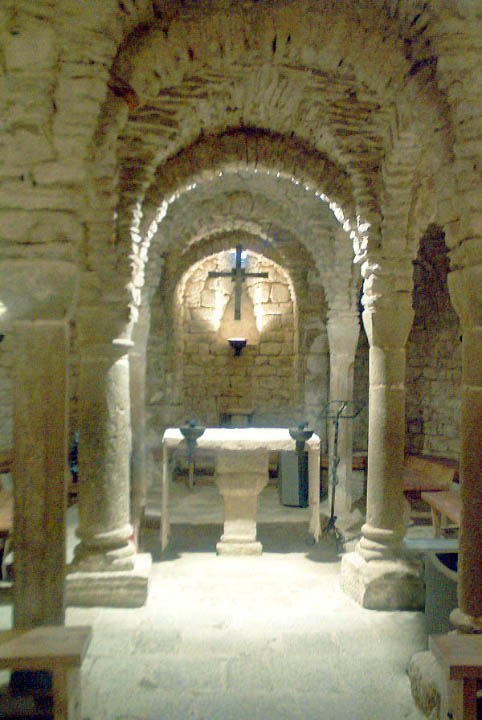
Cripta de Sant Esteve d'Olius.

Sant Esteve d'Olius es una iglesia románica que se encuentra en el término municipal de Olius en la comarca del Solsonés, provincia de Lérida, España. 
Fue consagrada en el año 1079. Es una buena representación del arte románico catalán. Consta de una nave dividida en dos espacios de diferente altura, unidos por dos escaleras laterales. Dicha distribución permite hacer los oficios con diferente orientación dependiendo de los feligreses que acudan a la iglesia. Tiene una cripta románica a la que se accedía antiguamente por dos escaleras laterales ahora tapiadas. El acceso actual a la cripta se hace por una única escalera central. La puerta original quedó inutilizada tras un terremoto en el siglo XVII que desprendió parte del terreno exterior, quedando dicha puerta a dos metros sobre el nivel de circulación. Por ello se abrió una nueva puerta en la pared lateral oeste de la iglesia, por la que se accede actualmente.